# Corrado Segre

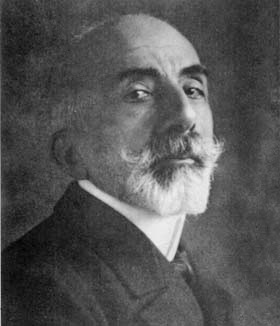
Corrado Segre

Corrado Segre (Saluzzo, 20 augustus 1863 - Turijn, 18 mei 1924) was een Italiaans wiskundige, die vandaag de dag nog herinnerd wordt vanwege de belangrijke bijdrage die hij leverde aan de vroege ontwikkeling van algebraïsche meetkunde. Hij speelde een prominente rol in de Italiaanse school van de algebraïsche meetkunde.